# Jan-Willem Roodbeen
Jan-Willem Roodbeen (Bilthoven, 20 maart 1977) is een Nederlands radio-dj. Sinds 2018 presenteert hij bij NPO Radio 2 de dagelijkse ochtendshow Jan-Willem Start Op!. Sinds 2005 is hij een van de presentatoren van de NPO Radio 2 Top 2000.

## Carrière
Roodbeen begon met radio maken in 1991 en werkte vanaf dat jaar bij diverse lokale omroepen, waaronder Vallei FM en Midland FM. In 1998 en 1999 was zijn stem te horen bij Nederland 2 als voice-over en als commentaarstem bij verschillende programma's. Hij maakte in die periode ook zijn debuut op de nationale radio als omroeper bij het toenmalige Radio 5. Daarnaast werd hij in 1998 de vaste invaller op Radio 2. Verder was zijn stem te horen in verschillende reclames. Van 1997 tot 2003 was hij ook werkzaam als sales- en projectmanager bij onder andere de Telefoongids en Achmea.

### 2003-2010: EO
Roodbeen presenteerde vanaf 1 september 2003 iedere zondagavond bij NPO 3FM het programma Xnoizz van de Evangelische Omroep. Verder was hij als eindredacteur ook verantwoordelijk voor Ronduit en het televisieprogramma Jong. Daarnaast was hij belast met de verantwoordelijkheid voor radio- en tv-programma's tijdens en rond de EO-Jongerendag. Ook was hij betrokken bij de opzet van Het Glazen Huis. In september 2006 vertrok Roodbeen als presentator bij NPO 3FM. Wel bleef Roodbeen tot 2010 als eindredacteur betrokken bij die zender. In 2006 volgde hij Tom Herlaar op als presentator van De Gouden Greep op Radio 2. Roodbeen was in het verleden al als invaller te horen in De Gouden Greep en vaste invaller bij Schiffers.fm. Verder is hij sinds 2005 een van de presentatoren van de Radio 2 Top 2000.

### 2010-2018: AVRO(TROS)
In 2010 maakt Roodbeen de overstap naar de AVRO. Tussen 6 september 2010 en 24 december 2015 presenteerde hij op werkdagen tussen 14.00 en 16.00 uur voor die omroep het programma Roodshow op NPO Radio 2. Dit programma is de vervanger voor Schiffers.fm. Op 4 januari 2016 begon zijn nieuwe programma Roodshow Late Night voor AVROTROS, elke maandag t/m donderdag tussen 22.00 en 00.00 uur op NPO Radio 2. Sinds zondag 1 januari 2017 presenteerde Roodbeen op zondagochtend tussen 9.00 en 12.00 uur een zondagochtendversie van de Roodshow.
Roodbeen was daarnaast te zien in seizoen 14 van Wie is de Mol? bij AVROTROS op NPO 1, dat begon op donderdag 2 januari 2014. Hij viel in de achtste aflevering af.
In 2016 was hij een van de discipelen tijdens The Passion 2016 in Amersfoort.

### 2018-heden: BNNVARA
Op dinsdag 19 juni 2018 werd bekend dat Roodbeen samen met NPO Radio 2-collega Jeroen Kijk in de Vegte vanaf maandag 2 juli 2018 een opvolger presenteert van de ochtendshow Ekdom in de Ochtend van Gerard Ekdom, die naar Radio 10 vertrok. In hetzelfde tijdslot 6.00 - 9.00 uur presenteren zij de ochtendshow Jan-Willem start op.
Dat de show populair is bij de luisteraar blijkt als Roodbeen op 28 januari 2021, samen met Jeroen Kijk in de Vegte, de Gouden RadioRing 2020 wint.
En de populariteit duurt voort, want op 30 januari 2025 winnen ze hem opnieuw! De Gouden RadioRing 2024. 💍

## Trivia
- Roodbeen heeft sinds 2010 een eigen bedrijf. Hij is onder andere als adviseur betrokken bij verschillende mediaprojecten. En hij maakt eigen producties.
- Presentator RadioGala 2008-2018
- Presentator Gouden Notekraker
- Jan-Willem Roodbeen heeft voor de eerste vijf edities van The Passion de nummers uitgekozen die werden gezongen.
- Roodbeen is de bedenker van het Glazen Huis van 3FM.
- In 2022 komt de documentaire 'Sera I am' uit waarin Jan-Willem zangeres Sera een jaar lang volgt op weg naar Noorderslag festival, haar eerste grote festivaloptreden.
- 2020 maakte Roodbeen deel uit van het Creatieve team ESF "Magic 100" in voorbereiding op het ESF in Rotterdam 2021.
- Roodbeen had in 2021 een wereldprimeur met nieuws over Ed Sheeran.
- Als presentator van de NPO Radio 2 Top 2000 is Roodbeen sinds 2023 recordhouder met 18 edities achter zijn naam.
- In 2024 ontvanger van de Zeldzame Engel Award. Al jaren zet hij zich, als ambassadeur van Campagne Team Huntington, in voor meer maatschappelijk bewustzijn van deze erfelijke ziekte.
- In mei 2024 won de Top 2000 de Ere Zilveren Reismicrofoon. In december 2024 werd ter ere daarvan een glasplaat onthuld in Beeld en Geluid met daarop het portret van Jan-Willem. Als 'mister Top 2000', met de meeste edities achter zijn naam, viel hem de eer te beurt te worden toegevoegd aan de Wall of Fame.